# 核电厂

这是在法国卡特農的一座核能发电厂。蒸汽正在从双曲面形状的冷却塔排出。核反应堆位于圆桶状的安全壳建筑物内。

核电厂（英語：Nuclear power plant），即核能发电厂，或称核电站。是一种以核反应为热力源的热电厂，和其他的热电厂一样，以热能驱动蒸汽涡轮发动机并连接至发电机发电。根据国际原子能机构的报告，截至2021年6月，全球范围内共有443所核电厂在33个国家运行，另有52所正在建造中。
核電廠屬於高效率的能源建設，對於溫室氣體、二氧化碳排放幾乎是零。核電廠建設成本高昂，技術需求高，養護成本亦高。在控制良好且周邊緊急應對系統完善的情況下，核電廠其實是相當安全的設施。核电自商業化应用近70年以来，记载有嚴重影响的事故有前苏联的切尔诺贝利核事故和日本的福岛核电站事故。
核电廠通常被视为電網基本负荷，因为燃料成本仅占生产成本的一小部分，并且因为它们不容易调度，适合作为基本负载电力供应商。但是核燃料與乏燃料管理的成本尚不确定。

## 历史
1948年9月3日，核反应堆首次在美国田纳西州橡树岭的X-10石墨反应堆发电。这是第一个为灯泡供电的核电站。第二个较大的实验发生在1951年12月20日，位于爱达荷州Arco附近的EBR-1实验站。
1954年6月27日，世界上第一个商用发电的核电站奥布宁斯克核电站在苏联的奥布宁斯克开始运营。1956年10月17日，世界上第一个全刻表核电站：英国卡尔德霍尔核电站开始发电，兩個電站除了用於國內電力需求，還用做製作钚。美国第一個商用核電廠，宾夕法尼亚州的碼頭市核電站于1957年12月18日啟用。

## 核電廠發電原理
現在使用最普遍的核電廠為壓水反應爐核電廠，它的工作原理是：
1. 使用鋯金屬當外殼封裝的低濃縮鈾燃料棒，組成燃料束作為核燃料在核子反應爐内进行核分裂並釋放出大量热能。因為鈾-235的在自然環境下的半衰期長達703,800,000年，所以使用中子减速剂提高釋放出中子的連鎖反應，使用控制棒吸收中子降低釋放出中子的數量。
2. 高壓下的循環冷却水自核子反應爐裡把熱能带出，在蒸汽發生器内將水加熱生成蒸汽（一莫耳的水在加熱至攝氏100度的水蒸氣時，體積會從1毫升膨脹至30.6公升，相當於產生1697.8倍的壓力）；高温高壓的蒸汽推動蒸汽渦輪發動機將熱能轉為動能，進而推動交流發電機的轉子線圈在磁場裡旋轉，產生感應電流。

核電廠是一種以核反應為熱力源的熱電廠，和其他的熱電廠一樣，以熱能驅動蒸汽渦輪發動機並連接至發電機發電。
核電廠分两大部分，产生热能的核岛，与将其进行能量转换的常规岛。图中左半部为核岛（位於圍阻體建築內），右半部为常规岛。

## 组成部分
核电站一般分为两部分：利用原子核裂变生产蒸汽的核岛（包括反应堆装置和迴路系统）與利用蒸汽发电的常规岛（包括汽轮发电机系统）。核电站使用的核燃料一般是放射性重金属鈾-235或鈽。
各系统部件：
| 燃料处理       | 反应堆组件     | 安全系统         |
| -------------- | -------------- | ---------------- |
| 放射性废物系统 | 控制棒         | 安全壳           |
| 装料层         | 冷却剂         | 紧急堆芯冷却系统 |
| 乏燃料池       | 中子发射器     | 应急电源系统     |
| 发电系统       | 中子减速剂     | 厂用水系统       |
| 冷凝器         | 中子毒物       | 反应堆保护系统   |
| 冷却塔         | 核燃料         | 备用液体控制系统 |
| 发电机         | 核反应堆堆芯   | 蒸汽生产         |
| 汽轮机         | 反应堆压力容器 | 锅炉给水泵       |
|                | 启动中子源     | 蒸汽產生器       |

## 類型

控制棒插入時能抑制核反應，除了球床式反應堆外其他現有反應爐，先天傾向為升溫，控制棒為避免核災重要裝置。

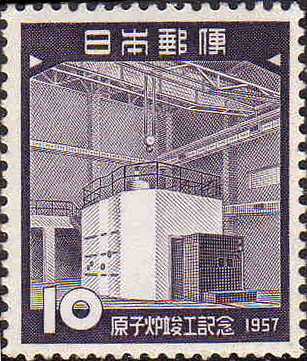
1957年紀念日本核電落成郵票

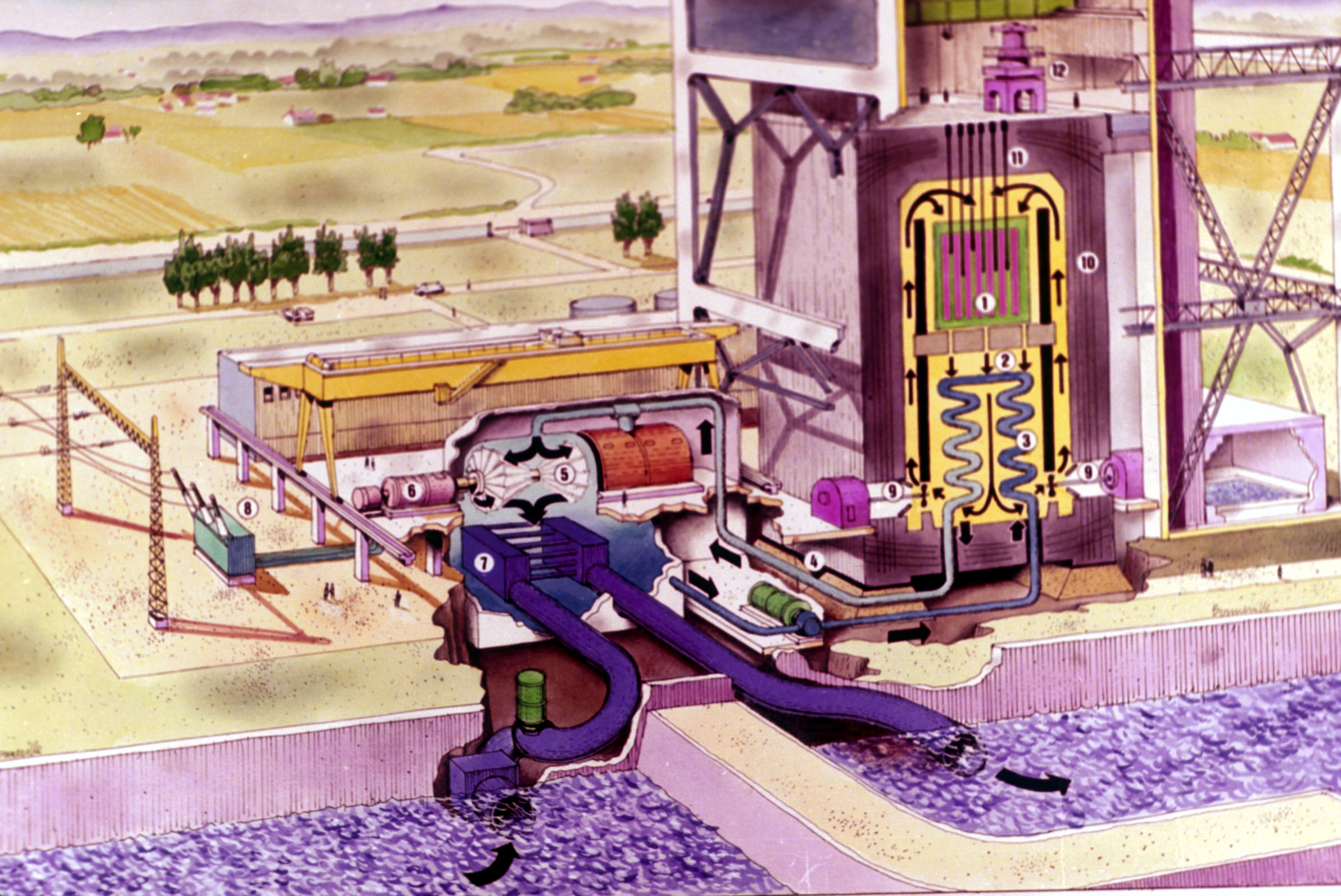
第一代早期壓水電廠的佈局，必須靠近河流或海邊

### 按照工作原理
核電站核子反應爐按照反應堆的形式不同，分為以下類型 
- 輕水反應堆（Light Water Reactor）：現有大部份的商業運轉核能反應爐均為此型式。
  - 沸水反應堆（Boiling Water Reactor）
  - 壓水反應堆（Pressurized Water Reactor）：如美國三哩島核電廠。
- 重水反應堆（Heavy Water Reactor）：如加拿大重水铀反应堆、中華人民共和國秦山III核電廠。
- 高溫氣冷堆（High Temperature Gas-cooled Reactor）
- 壓力管式石墨慢化沸水反應爐（RBMK）：前蘇聯所發展的技術，由於設計缺陷易生事故，已較少使用，如乌克兰切尔诺贝利核电站。
- 快中子增殖反应堆（Fast Breeder Reactor）：如日本茨城縣東海村常陽核電廠和福井縣敦賀市文殊反應爐。

### 划代

#### 第一代
指早期的原型反应堆。包括
- 美国碼頭市核電站
- 英国龙堆（英语：dragon reactor）（共26座）
- 法国天然铀石墨气冷堆（英语：UNGG reactor）
- 美国恩里科-费米核电站（英语：Enrico Fermi Nuclear Generating Station）
- 美国德累斯顿核电站（英语：Dresden Generating Station）

#### 第二代
直至1990年代末建设的核电站，设计运行寿命30-40年。堆故障率10万年一次。包括：
- 压水反应堆
- 坎度重水堆（英语：CANDU reactor）
- 沸水反应堆
- 先进气冷堆（英语：Advanced gas-cooled reactor）：从英国镁诺克斯气冷堆（英语：Magnox）发展而来，采用石墨漫化剂、二氧化碳气冷。
- VVER

#### 第二代+
2000年以后建造的一些现代化改进堆型。运行寿命50-60年。包括：
- CPR-1000

#### 第三代
- ACPR1000+ — 中華人民共和國基於法國CPR-1000改進版
- 進步型沸水式反應爐 （ABWR），先进沸水堆，由通用电气设计，在日本于1996年第一次运行
- 三菱先进压水堆（英语：Mitsubishi APWR）(APWR)
- 增强型坎度重水堆6（英语：CANDU reactor）(EC6)
- VVER-1000/392 (PWR) 包括不同的改型的AES-91、AES-92.

还没有商业建造的三代堆：
- 西屋AP600（英语：AP600）
- System 80+（英语：System 80）
- 印度先进重水堆（英语：Advanced Heavy Water Reactor）

#### 第三代+
- 先进坎杜堆（英语：Advanced CANDU Reactor） (ACR-1000)
- AP1000
- 欧洲压水堆 (EPR)
- 经济简化沸水堆（英语：Economic Simplified Boiling Water Reactor） （ESBWR）
- APR-1400（英语：APR-1400） 美国System 80+的发展型号，是韩国Next Generation Reactor （KNGR）原型。
- VVER-1200
  - V392M (PWR) — AES-2006（英语：AES-2006）/92有被动安全系统
  - V491 (PWR) — AES-2006（英语：AES-2006）/91 有主动安全系统
  - V513 (PWR) — AES-2006（英语：AES-2006）/91M 有主/被动安全系统及VVER-TOI-特性, 基于V491与V510
- VVER-1300
  - V510 (PWR) — AES-2010，基于V392M
- EU-ABWR —  基于先进沸水堆，扩大了功率输出，遵从欧洲安全标准
- B&W mPower（英语：B&W mPower） — 美国巴布柯克-威爾科斯公司（Babcock & Wilcox）

#### 第四代
- 中国华能石岛湾高温气冷堆核电站 （VHTR） （页面存档备份，存于）

## 運轉限制
核電廠會抽取河水或海水來冷卻機組，假使水溫過高，無法使機組有效降溫，或是為了避免排出的熱水影響生態，就會降載或停機。

## 全球核电站一览
根据世界核能协会2012年8月的数据，全世界31个国家有435座工作反应堆。

世界核電站分布
● 運轉中 ● 興建中 ● 已關閉

## 核能发电量佔比
- 煤: 9,914,448 GWh (36.7%)
- 天然氣: 6,346,009 GWh (23.5%)
- 水力: 4,328,966 GWh (16.0%)
- 核能: 2,789,694 GWh (10.3%)
- 風力: 1,427,413 GWh (5.3%)
- 石油: 747,171 GWh (2.8%)
- 太陽能光伏: 680,952 GWh (2.5%)
- 生質能: 542,567 GWh (2.0%)
- 其它: 266,970 GWh (1.0%)

27,044,190GWh
| \| 國家 \| 核能發電量（TWh） \| 核能佔各國發電量比 \| \| -------------- \| ----------------- \| ------------------ \| \| 美国 \| 779.2 \| 18.6% \| \| 中华人民共和国 \| 406.8 \| 4.9% \| \| 法國 \| 323.8 \| 64.8% \| \| 俄羅斯 \| 204.0 \| 18.4% \| \| \| 171.6 \| 30.7% \| \| 加拿大 \| 83.5 \| 13.7% \| \| 日本 \| 77.5 \| 5.6% \| \| 西班牙 \| 54.4 \| 20.3% \| \| 瑞典 \| 46.7 \| 28.6% \| \| 印度 \| 44.7 \| 3.1% \| \| 英国 \| 37.3 \| 12.5% \| \| 芬兰 \| 32.8 \| 42.0% \| \| 比利时 \| 31.3 \| 41.2% \| \| 阿联酋 \| 31.2 \| 19.7% \| \| 捷克 \| 28.7 \| 40.0% \| 資料來源：國際原子能總署 |                   |                    |
| 國家 | 核能發電量（TWh） | 核能佔各國發電量比 |
| 美国 | 779.2             | 18.6%              |
| 中华人民共和国 | 406.8             | 4.9%               |
| 法國 | 323.8             | 64.8%              |
| 俄羅斯 | 204.0             | 18.4%              |
| | 171.6             | 30.7%              |
| 加拿大 | 83.5              | 13.7%              |
| 日本 | 77.5              | 5.6%               |
| 西班牙 | 54.4              | 20.3%              |
| 瑞典 | 46.7              | 28.6%              |
| 印度 | 44.7              | 3.1%               |
| 英国 | 37.3              | 12.5%              |
| 芬兰 | 32.8              | 42.0%              |
| 比利时 | 31.3              | 41.2%              |
| 阿联酋 | 31.2              | 19.7%              |
| 捷克 | 28.7              | 40.0%              |

|                | 2000   | 2001   | 2002   | 2003   | 2004   | 2005   | 2006   | 2007   | 2008   | 2009   |
| -------------- | ------ | ------ | ------ | ------ | ------ | ------ | ------ | ------ | ------ | ------ |
| 發電量(TWh)    | 2,580  | 2,653  | 2,696  | 2,641  | 2,761  | 2,768  | 2,803  | 2,746  | 2,737  | 2,699  |
| 佔全球發電量比 | 16.59% | 16.81% | 16.5%  | 15.61% | 15.58% | 15%    | 14.64% | 13.7%  | 13.41% | 13.32% |
|                |        |        |        |        |        |        |        |        |        |        |
|                | 2010   | 2011   | 2012   | 2013   | 2014   | 2015   | 2016   | 2017   | 2018   | 2019   |
| 發電量(TWh)    | 2,768  | 2,652  | 2,470  | 2,490  | 2,541  | 2,575  | 2,613  | 2,637  | 2,696  | 2,796  |
| 佔全球發電量比 | 12.83% | 11.92% | 10.83% | 10.63% | 10.58% | 10.61% | 10.49% | 10.29% | 10.12% | 10.36% |
|                | 2020   |        |        |        |        |        |        |        |        |        |
| 發電量(TWh)    | 2,700  |        |        |        |        |        |        |        |        |        |
| 佔全球發電量比 | 10.07% |        |        |        |        |        |        |        |        |        |

## 重大核電站事故
- 切尔诺贝尔核事故
- 三哩島核洩漏事故
- 福島第一核電站事故

## 因事故損壞除役的核電機組
| 國家     | 核電機組        | 類型           | 裝置容量(MW) | 運轉年數 | 除役時間 | 除役原因             |
| -------- | --------------- | -------------- | ------------ | -------- | -------- | -------------------- |
| 德國     | Greifswald 5    | VVER-440/V-213 | 408          | 0.5      | 1989     | 核心部分熔毁         |
| 德國     | Gundremmingen A | BWR            | 237          | 10       | 1977     | 意外关停             |
| 日本     | 福島第一 1號機  | BWR            | 439          | 40       | 2011     | 冷却失效导致核心熔毁 |
| 日本     | 福島第一 2號機  | BWR            | 760          | 37       | 2011     | 冷却失效导致核心熔毁 |
| 日本     | 福島第一 3號機  | BWR            | 760          | 35       | 2011     | 冷却失效导致核心熔毁 |
| 日本     | 福島第一 4號機  | BWR            | 760          | 32       | 2011     | 冷却失效导致核心熔毁 |
| 日本     | 文殊            | Prot FNR       | 246          | 1        | 2016     | 钠泄露               |
| 斯洛伐克 | Bohunice A1     | Prot GCHWR     | 93           | 4        | 1977     | 换料事故导致核心损毁 |
| 西班牙   | Vandellos 1     | GCR            | 480          | 18       | 1990     | 涡轮火灾             |
| 瑞士     | St Lucens       | Exp GCHWR      | 6            | 3        | 1966     | 核心熔毁             |
| 蘇聯     | 車諾比 4號機    | RBMK LWGR      | 925          | 2        | 1986     | 火灾导致熔毁         |
| 美國     | 三哩島 2號機    | PWR            | 880          | 1        | 1979     | 核心部分熔毁         |

## 術語
- 燃耗限值[12]
核燃料在反應爐中進行核分裂反應時，其中的可裂变物质會在反應過程中逐漸減少，因核燃料棒在核反应堆內不同位置，而核反應速率有所不同，每一束核燃料可運轉的時間，依其裝填在反應爐內的位置作精確計算。以核一廠為例，每束燃料之燃耗限值為54 MWd/kgU (百萬瓦•日/公斤鈾)，一般來說可以在反應爐中運轉4個週期(72個月)。